# Putian
Putian o Putien (xinès: 莆田, dialecte de Putian: Pó-chéng), també coneguda com Puyang (莆阳) i Puxian (莆仙), històricament coneguda com Xinghua o Hing Hwa (興化), és una ciutat a nivell de prefectura de la província de Fujian, a la República Popular de la Xina. Limita amb la ciutat de Fuzhou al nord, la ciutat de Quanzhou al sud i la badia de Xinghai de l'estret de Taiwan a l'est. El riu Mulan travessa la part sud de la ciutat. La seva superfície construïda formada per quatre districtes urbans albergava 1.953.801 habitants segons el cens de 2010. La llengua materna de la zona és el puxian.

## Història

### Era imperial
Putian es va fundar per primera vegada com a àrea administrativa l'any 568 com a comtat durant l'era de les Dinasties Meridionals i Septentrionals de la dinastia Chen.
Més tard, Putian es va restablir com a ciutat administrada militarment durant la dinastia Song amb l'estacionament de famílies i soldats militars a la ciutat durant aquest període. La prefectura de Xinghua es va crear el 979. Va ser abolida durant la dinastia Yuan el 1277. La ciutat va prosperar molt durant la dinastia Ming.

### Època contemporània
L'any 1949, l'Exèrcit Popular d'Alliberament va capturar Putian el 21 d'agost i el comtat de Xianyou el 25 d'agost. Les illes Wuqiu mai van ser capturades i continuen sota control de la República de la Xina (Taiwan). El 9 de setembre de 1983, el Consell d'Estat va aprovar l'establiment de Putian com a ciutat a nivell de prefectura.

## Administració
El municipi comprèn quatre districtes (qu) i un comtat (xian):
- Districte de Chengxiang
- Districte de Hanjiang (涵江区)
- Districte de Licheng (荔城区)
- Districte de Xiuyu (秀屿区)
- Comtat de Xianyou (仙游县)

| Mapa |
| --- |
| Chengxiang Hanjiang Licheng Xiuyu Comtat de · Xianyou Illa de Xiaori Illa de Nanri Illa de Meizhou Illa de Luci Wuqiu · Nota: Les illes Wuqiu (Taiwan) · són reclamades per la RPX. |

## Economia
Putian és coneguda com la capital de les sabatilles esportives falsificades, amb falsificadors protegits de l'aplicació de la llei internacional de propietat intel·lectual pels tribunals locals notòriament corruptes.
Putian s'ha convertit en una base d'exportació per als productes de Fujian. Les principals indústries són la fabricació de calçat, cerveseria, electrònica, peces de vestir, fruites, hortalisses, maquinària i productes elèctrics. En particular, la zona és coneguda per les falsificacions de sabates d'alta qualitat i el domini de l'assistència sanitària privada xinesa.